# Песцова, Светлана
Светла́на Песцо́ва (27 сентября 1981, Туркменская ССР, СССР) — туркменская легкоатлетка, выступавшая в многоборье и его отдельных видах. Участница летних Олимпийских игр 2004 года, бронзовый призёр чемпионата Азии в помещении 2004 года.

## Биография
Светлана Песцова родилась 27 сентября 1981 года в Туркменской ССР.
В 2003 году выступала на чемпионате мира по лёгкой атлетике в Сен-Дени в беге на 100 метров. Заняла 5-е место среди шести участниц предварительного забега с зачтённым временем, показав результат 13,05 секунды.
В 2004 году завоевала бронзовую медаль в пятиборье на чемпионате Азии в помещении, проходившем в Тегеране. Набрав 3287 очка и установив рекорд Туркмении, Песцова уступила Юки Наката из Японии (3977) и Падиде Болуризаде из Ирана (3528).
В 2004 году вошла в состав сборной Туркмении на летних Олимпийских играх в Афинах. Выступала в прыжках в длину. В квалификации заняла последнее, 36-е место с результатом 5,64 метра.

## Личные рекорды
- Бег на 100 метров — 13,05 (23 августа 2003, Сен-Дени)[3]
- Прыжки в длину — 5,79 (21 мая 2010, Ашхабад)[3]
- Тройной прыжок — 11,95 (22 мая 2010, Ашхабад)[3]
- Бег на 800 метров (в помещении) — 2.31,74 (8 февраля 2004, Тегеран)[3]
- Бег на 60 метров с барьерами (в помещении) — 10,06 (8 февраля 2004, Тегеран)[3]
- Прыжки в высоту (в помещении) — 1,57 (8 февраля 2004, Тегеран)[3]
- Толкание ядра (в помещении) — 11,14 (8 февраля 2004, Тегеран)[3]
- Пятиборье — 3287 (8 февраля 2004, Тегеран)[3]